# Sibine tontineans
Sibine tontineans är en fjärilsart som beskrevs av Dyar 1927. Sibine tontineans ingår i släktet Sibine och familjen snigelspinnare. Inga underarter finns listade i Catalogue of Life.